# Брачна халка
Брачната халка е обреден пръстен в християнството символизиращ вечна любов и вярност между мъж и жена, които официално са заявили своето желание пред Бог да бъдат едно семейство.
Младоженците си разменят еднакви по вид пръстени (халки) символизиращи целостта на брака и семейството, които халки младоженците трябва да носят през целия си брачен живот.

Изработва се традиционно от злато, и се носи задължително на безименния пръст на ръката след сключване на брак.

Католическата църква приема, че мястото на брачната халка винаги е от страната на сърцето и определя пръстенът да бъде носен винаги на лявата ръка, а при развод или овдовяване пръстенът може да бъде свален или дори изхвърлен. 
Православието определя брачната халка да се носи на дясната ръка, а при развод или овдовяване халката да бъде преместена от дясната на лявата ръка. 

Носенето на брачна халка е много добър ориентир в обществото относно статута на семейното положение.
Според повечето суеверия в християнството на нещастие е ако някой от съпрузите загуби, заложи или продаде своята брачна халка.